# Glaphyra subglabra
Glaphyra subglabra là một loài bọ cánh cứng trong họ Cerambycidae.